# Zaburzenie transowe i opętaniowe
Zaburzenie transowe i opętaniowe (ang. Trance and Possession Disorder) –  zaburzenie psychiczne, w którym występuje czasowa utrata poczucia osobowej tożsamości i pełnej świadomości otoczenia. Jeśli chodzi o stany transowe, do zaburzenia włącza się jedynie te, które pojawiają się poza religijno-kulturowymi akceptowalnymi powszechnie obrzędami oraz występują wbrew woli i chęci.
W zaburzeniu tym tożsamość w sposób przejściowy sprawia wrażenie zastąpionej lub jest zastąpiona zewnętrzną w stosunku do chorego tożsamością postrzeganą jako duchową, energetyczną, demoniczną, boską czy innej osoby. W rozwiniętych technologicznie i przemysłowo kulturach zachodu stany te nie są uznawane za normalne.

## Cechy
Jest to stan nietożsamości indywiduum z samym sobą, stan (całkowitego lub częściowego, czasowego lub trwałego) zastąpienia własnej osobowości przez inną osobowość (lub inne osobowości) - w konsekwencji symptomami opętania są, np. przemawianie obcymi głosami, mówienie obcymi językami, wykonywanie mimowolnych ruchów, czynności, wykazywanie siły, szybkości ruchów nieadekwatnych do budowy ciała, itp. W wyniku opętania pojawiają się mimowolne reakcje w postaci zaburzeń koncentracji uwagi, nieadekwatności działań w stosunku do rzeczywistości, wrażenie odbierane przez chorego zmieniania się w danej chwili wyglądu innych osób, itp.
Opętanie może występować jako zjawisko nagłe spontaniczne, może się też pojawiać jako wywołane sztucznie; w tym ostatnim wypadku może zachodzić na zasadzie mimowolnej indukcji; jako zjawisko niekontrolowane, niechciane, traktowane jest jako zaburzenie, które należy leczyć, jeśli występuje w formie nieakceptowalnej kulturowo.